# Eva Åsbrink
Eva Margareta Theodora Åsbrink, född 30 september 1912 i Helsingfors, Finland, död 11 december 2001 i Skara, var en svensk politiker, kyrkohistoriker och skolledare.

## Biografi
Åsbrink, som var dotter till komminister Ernst Åsbrink och Gundel Herlitz, blev teologie kandidat vid Uppsala universitet 1937, filosofie kandidat 1938, teologie licentiat 1953 och teologie doktor vid Lunds universitet 1962. Hon innehade olika lärartjänster 1939–1944, blev adjunkt på högre allmänna läroverket i Skara 1944, var lektor på högre allmänna läroverket i Lidköping 1958–1978 och var rektor för Katedralskolan i Skara 1961–1978. Hon var ordförande i Nya Partiet från 1979. Hon var ordförande i stadsfullmäktige i Skara 1963–1966, vice ordförande i stads-/kommunfullmäktige 1967–1976 (socialdemokrat), ledamot av Skaraborgs läns landsting 1962, vice ordförande 1974–1976, ordförande i Skara församlingsdelegerade, vice ordförande i kyrkorådet och kyrkofullmäktige och ledamot av kommunfullmäktige i Skara för Nya Partiet 1980–1985. Hon var riksdagsledamot 1969–1976 (varav 1969–1970 i andra kammaren), invald i Skaraborgs läns valkrets.
Åsbrinks teologiska doktorsavhandling Genom portar. Studier i den svenska kyrkans syn på kvinnans ställning i samhället åren 1809–1866 blev teologiskt omstridd men har haft genomslag i den svenska kvinnorörelsen. På befattningen som rektor vid Katedralskolan i Skara efterträdde hon sin blivande man fil. dr Gustaf Holmstedt. De gifte sig 1970. År 1979 hoppade hon av socialdemokraterna och bildade, tillsammans med Gösta Söderlund och Hans Ericson, Nya Partiet.